# Sokolce
Sokolce (em húngaro: Lakszakállas) é um município da Eslováquia, situado no distrito de Komárno, na região de Nitra. Tem 19,42 km² de área e sua população em 2018 foi estimada em 1.200 habitantes.

## Demografia
| Ano:        | 1994 | 2004   | 2014   | 2024   |
| ----------- | ---- | ------ | ------ | ------ |
| Broj ljudi: | 1261 | 1279   | 1215   | 1194   |
| Razlika:    |      | +1,42% | -5,00% | -1,72% |

| Ano:               | 2023 | 2024   |
| ------------------ | ---- | ------ |
| Número de pessoas: | 1197 | 1194   |
| Diferença:         |      | -0,25% |